# Parlamentswahl in San Marino 2024
- RETE: 3
- Libera: 10
- PSD: 8
- RF: 8
- DML: 5
- AR: 4
- PDCS: 22

Die Parlamentswahl in San Marino fand am 9. Juni 2024 statt. Gewählt wurden alle 60 Sitze des Großen und Allgemeinen Rates.

## Parteien
Folgende Listen traten zur Wahl an:
| Bündnis | Bündnis | Bündnis                                          | Liste                                                                                | Liste              | Liste                                                                                   | Spitzenkandidat/-in | Politische Ausrichtung                                             | Europäische Partei | Bemerkungen |
| ------- | ------- | ------------------------------------------------ | ------------------------------------------------------------------------------------ | ------------------ | --------------------------------------------------------------------------------------- | ------------------- | ------------------------------------------------------------------ | ------------------ | ----------- |
|         |         | LIBERA/PS – PSD                                  |                                                                                      |                    | Libera San Marino/Partito Socialista (LSM/PS) Freies San Marino/Sozialistische Partei   | Paolo Albani        | Sozialdemokratie, Linkspopulismus                                  |                    |             |
|         |         | LIBERA/PS – PSD                                  | Partito dei Socialisti e dei Democratici (PSD) Partei der Sozialisten und Demokraten | Milena Gasperoni   | Sozialdemokratie                                                                        | SPE                 |                                                                    |                    |             |
|         |         | Democrazia e Libertà Demokratie und Freiheit     |                                                                                      |                    | Partito Democratico Cristiano Sammarinese (PDCS) Christdemokratische Partei San Marinos | Marino Albani       | Christdemokratie                                                   | EVP                |             |
|         |         | Democrazia e Libertà Demokratie und Freiheit     | Alleanza Riformista (AR) Reformistische Allianz                                      | Andreina Bartolini | Liberalismus                                                                            |                     | Bündnis aus Noi Sammarinesi, Ēlego und Movimento Ideali Socialisti |                    |             |
|         |         |                                                  |                                                                                      |                    | Democrazia Solidale (DEMOS) Solidarische Demokratie                                     | Alessandro Rossi    | Demokratischer Sozialismus                                         |                    |             |
|         |         | Repubblica Futura (RF) Zukunftsrepublik          | Federico Bascucci                                                                    | Liberalismus       | EDP                                                                                     |                     |                                                                    |                    |             |
|         |         | Domani – Motus Liberi Morgen – Freiheitsbewegung | Mirella Andreini                                                                     | Liberalismus       |                                                                                         |                     |                                                                    |                    |             |
|         |         | Movimento RETE (RETE) Netzwerk Bewegung          | Marianna Bucci                                                                       | Linkspopulismus    |                                                                                         |                     |                                                                    |                    |             |

## Ergebnis
| Wahlbündnisse                            | Wahlbündnisse         | Listen                                    | Stimmen | %    | Mandate |
| ---------------------------------------- | --------------------- | ----------------------------------------- | ------- | ---- | ------- |
|                                          | Democrazia e Libertà  | Partito Democratico Cristiano Sammarinese | 6.206   | 34,1 | 22      |
| Alleanza Riformista                      | Democrazia e Libertà  | 1.268                                     | 7,0     | 4    |         |
| Koalitionsstimmen                        | Democrazia e Libertà  | 69                                        | 0,4     | –    |         |
| ↳ Gesamt                                 | Democrazia e Libertà  | 7.543                                     | 41,5    | 26   |         |
|                                          | LIBERA/PS – PSD       | Libera San Marino–Partito Socialista      | 2.862   | 15,7 | 10      |
| Partito dei Socialisti e dei Democratici | LIBERA/PS – PSD       | 2.216                                     | 12,2    | 8    |         |
| Koalitionsstimmen                        | LIBERA/PS – PSD       | 64                                        | 0,4     | –    |         |
| ↳ Gesamt                                 | LIBERA/PS – PSD       | 5.142                                     | 28,3    | 18   |         |
|                                          | Repubblica Futura     | Repubblica Futura                         | 2.178   | 12,0 | 8       |
|                                          | Domani – Motus Liberi | Domani – Motus Liberi                     | 1.540   | 8,5  | 5       |
|                                          | Movimento RETE        | Movimento RETE                            | 922     | 5,1  | 3       |
|                                          | Democrazia Solidale   | Democrazia Solidale                       | 852     | 4,7  | –       |
| Gesamt                                   | Gesamt                | Gesamt                                    | 18.177  | 100  | 60      |
|                                          |                       |                                           |         |      |         |
| Ungültige Stimmen                        | Ungültige Stimmen     | Ungültige Stimmen                         | 1.271   | 6,5  |         |
| Wähler                                   | Wähler                | Wähler                                    | 19.448  | 50,7 |         |
| Wahlberechtigte                          | Wahlberechtigte       | Wahlberechtigte                           | 38.338  |      |         |
|                                          |                       |                                           |         |      |         |
| Quelle: Innenministerium                 |                       |                                           |         |      |         |